# فيزياء الاتصال
فيزياء الاتصال هي أحد فروع الفيزياء التطبيقية التي تتعامل مع مختلف أنظمة الإتصال.

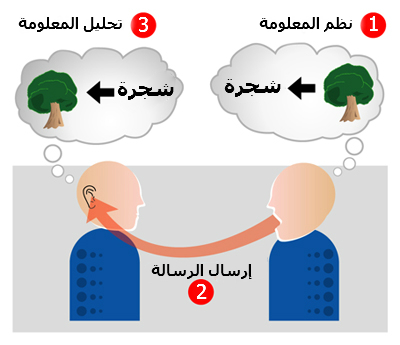
يعتبر التشفير والإرسال عبر قناة والاستلام وفك التشفير من أهم أجزاء الإتصال.

## اقرأ أيضا
- اتصال بصري
- اتصال حاسوب
- هاتف
- تلغراف
- راديو
- تلفاز
- هاتف محمول